# Луговской сельский округ (Московская область)
Луговской сельский округ — упразднённая административно-территориальная единица, существовавшая на территории Пушкинского района Московской области в 1994—2006 годах.
Луговской сельсовет был образован в первые годы советской власти. По данным 1918 года он входил в состав Софринской волости Дмитровского уезда Московской губернии.
13 октября 1919 года Софринская волость была передана в Сергиевский уезд. Вскоре Луговской с/с был упразднён.
В 1927 году Луговской с/с был восстановлен путём выделения из Мурановского с/с.
В 1929 году Луговской сельсовет вошёл в состав Пушкинского района Московского округа Московской области. При этом к нему был присоединён Мурановский с/с.
10 апреля 1953 года из Даниловского с/с в Луговской было передано селение Артёмово.
14 июня 1954 года к Луговскому с/с был присоединён Даниловский с/с.
6 декабря 1957 года Пушкинский район был упразднён и Луговской с/с был передан в Мытищинский район.
28 июля 1960 года Луговской с/с был передан в новый Калининградский район.
24 апреля 1962 года Калининградский район был преобразован в Пушкинский район.
1 февраля 1963 года Пушкинский район был упразднён и Луговской с/с вошёл в Мытищинский сельский район. 11 января 1965 года Луговской с/с был возвращён в восстановленный Пушкинский район.
3 февраля 1994 года Луговской с/с был преобразован в Луговской сельский округ.
16 апреля 2003 года в Луговском с/о посёлок Лесная Сказка был присоединён к деревне Мураново.
В ходе муниципальной реформы 2004—2005 годов Луговской сельский округ прекратил своё существование как муниципальная единица. При этом все его населённые пункты были переданы в городское поселение Ашукино.
29 ноября 2006 года Луговской сельский округ исключён из учётных данных административно-территориальных и территориальных единиц Московской области.